# Effusiella flexuosa
Effusiella flexuosa é uma espécie de orquídea (Orchidaceae) que existe da Bolívia à Venezuela.